# Педосов, Александр Данилович
Александр Данилович Педосов — советский учёный, доктор исторических наук, профессор.

## Биография
Родился в 1921 году. Член КПСС.
Окончил МГУ им М. В. Ломоносова, ВПШ при ЦК КПСС.
В 1940—1958 гг. — комсомольский работник в Москве, секретарь Московского горкома ВЛКСМ, преподаватель истории КПСС и научного коммунизма.
В 1958—1961 гг. — секретарь парткома Высшей партийной школы при ЦК КПСС.
В 1961—1973 гг. — инструктор отдела пропаганды и агитации ЦК КПСС по союзным республикам, одновременно преподаватель истории КПСС в АОН и ВПШ при ЦК КПСС.
В 1973—1983 гг. — заместитель директора Института марксизма-ленинизма при ЦК КПСС.
Умер в 1993 году в Москве.

## Научный вклад и публикации
Видный специалист в области истории КПСС и истории СССР, участвовавший в написании и редактировании многих фундаментальных научных работ, а также долгое время ведший записи дневниково-мемуарного жанра по этой проблематике.
Основные публикации:
- Борьба Московской партийной организации за технический прогресс в промышленности в пятой пятилетке: Автореферат дисс. на соискание учен. степени кандидата ист. наук / Моск. гос. ун-т им. М. В. Ломоносова. Ин-т повышения квалификации преподавателей обществ. наук. — М., 1957. — 21 с.
- Партия большевиков и технический прогресс (1903—1921 гг.): Автореферат дисс. на соискание учен. степени д-ра ист. наук / Акад. обществ. наук при ЦК КПСС. Специализир. учен. совет по ист. наукам. — М., 1968. — 101 с.
- Победа СССР в войне с милитаристской Японией и послевоенное развитие Восточной и Юго-Восточной Азии. Москва: «Наука», 1977.
- Вопросы идейно-политической и организаторской деятельности КПСС: [Сб. науч. тр.] / Ин-т марксизма-ленинизма при ЦК КПСС, Отд. истории КПСС. — М.: ИМЛ, 1981. — 251 с.
- История Коммунистической партии Советского Союза [Звукозапись]: фонодокументы для системы партийной учёбы / редколлегия: Педосов А. Д. (руководитель) и др. — [Москва] : Мелодия, cop. 1980—1982. — [ГОСТ 5289-80]

## Награды
- Орден Трудового Красного Знамени (дважды, в том числе 28.10.1948)
- Орден Красной Звезды
- Орден Знак Почёта (дважды)